# RPS Rajah Soliman (D-66)
El RPS Rajah Soliman (D-66) fue un destructor de escolta/fragata que sirvió en la Armada de Filipinas entre 1960 y 1964. Un destructor de escolta de la clase Buckley, originalmente llamado USS Bowers durante su servicio anterior con la Armada de los Estados Unidos. Fue el primer destructor de escolta en ser operado por la Armada de Filipinas, y es el único miembro de su clase operado alguna vez por esa armada. El Rajah Soliman también fue el buque insignia de la Armada de Filipinas durante su tiempo en comisión, que terminó con el hundimiento del buque en 1964.

## Hundimiento
El 29 de junio de 1964, el tifón Winnie, también conocido como tifón Dading, azotó la península de Bataan; la marejada ciclónica asociada al ciclón golpeó al Rajah Soliman, que en ese momento se encontraba atracado en el muelle del astillero. La tormenta golpeó la superestructura del barco y el costado de estribor contra el muelle, lo que provocó que el Rajah Soliman volcara y se hundiera en el muelle. Los efectos de la tormenta también hicieron que los restos del naufragio se llenaran de barro, arena y otros escombros.
Después de la tormenta, la Armada filipina intentó reflotar el barco; el intento fracasó debido a que no se disponía del equipo necesario. La Armada de los Estados Unidos aceptó rescatar el barco como ejercicio de entrenamiento y, entre diciembre de 1964 y enero de 1965, dos buques de salvamento de la Armada de los Estados Unidos, el USS Grasp y el USS Bolster, utilizaron la técnica de salvamento parbuckle para sacar los restos del Rajah Soliman del fondo del puerto Después de que el buque se hubiera sacado a flote con éxito, fue remolcado a las instalaciones de reparación de barcos de la base naval de Subic, ubicada cerca.
Una inspección del pecio del Rajah Soliman reveló que el barco había sufrido daños que no eran rentables para reparar. El casco, que estaba destinado a ser desechado, fue vendido para desguace el 31 de enero de 1966 a Mitsubishi International Corp.